# North Hollywood High School
Die North Hollywood High School (NHHS) ist eine öffentliche High School im Stadtteil North Hollywood von Los Angeles. Sie wurde 1927 gegründet und hat etwa 2500 Schüler. Die NHHS gehört zum Vereinigten Schulbezirk von Los Angeles.

## Profil
Die North Hollywood High School ist eine Magnetschule und verfügt über drei Magnetprogramme: Der Highly Gifted Magnet ist hochbegabten Schülern mit einem Intelligenzquotienten von über 145 vorbehalten, den STEM Magnet bietet vertieften Unterricht in den MINT-Fächern und der Biological Sciences/Zoo Magnet, der in Kooperation mit dem Los Angeles Zoo auf einem separaten Campus angeboten wird, umfasst hauptsächlich Lehrangebote der Biologie, insbesondere der Zoologie.
Außerdem bietet die North Hollywood High School eine große Anzahl musikalischer Programme an. Die Schule unterhält eine Marching Band, ein Orchester, eine Jazzband, einen Chor und eine Drumline sowie einen AP-Kurs in Musiktheorie.

## Demografie
Die North Hollywood High School hatte im Schuljahr 2017/18 eine insgesamt 2.501 Schülern und 102,50 Lehrerstellen (Vollzeitäquivalent). Daraus ergab sich ein Schüler/Lehrer-Verhältnis von 24,40. Die Mehrheit der Schülerschaft war männlich: Auf 1.339 Schüler kamen 1.162 Schülerinnen. Im Schuljahr 2017/18 besuchten 749 Schüler die neunte, 649 Schüler die zehnte, 537 Schüler die elfte und 566 Schüler die zwölfte Klasse. Mit 1.744 Schülern gehörte die Mehrheit der Schülerschaft der Ethnie der Hispanics an. Es folgten Weiße mit 391 Schülern, Asiaten mit 242 Schülern und Afroamerikaner mit 89 Schülern. Sieben Schüler waren amerikanische Ureinwohner und vier Schüler Bewohner des pazifischen Inselraums. 24 Schüler gehörten zwei oder mehr Ethnien an. 1.668 Schüler hatten Anspruch auf kostenloses und 191 Schüler auf preisreduziertes Mittagessen.

## Schulsport
Die Schulteams der North Hollywood High School treten unter dem Namen NHHS Huskies in den Ligen der CIF Los Angeles City Section an. Angebotene Sportarten sind Baseball, Basketball, Cheerleading, Crosslauf, American Football, Golf, Fußball, Softball, Tennis, Leichtathletik und Volleyball.

## Bekannte Absolventen
Aus der Schule sind zahlreiche Musiker und Schauspieler hervorgegangen:
- Noah Beery junior (1913–1994), Schauspieler
- Alan Ladd (1913–1964), Schauspieler
- Farley Granger (1925–2011), Schauspieler
- Sydney Chaplin (1926–2009), Schauspieler[8]
- John Williams (* 1932), Komponist[9]
- Teri Garr (1944–2024), Schauspielerin[9]
- Benny Urquidez (* 1952), Kampfkünstler und Schauspieler[10]
- Harry Anderson (1952–2018), Schauspieler
- Elizabeth McGovern (* 1961), Schauspielerin
- Cuba Gooding junior (* 1968), Schauspieler
- Andrew Koenig (1968–2010), Schauspieler und Filmeditor
- Shawnee Smith (* 1969), Schauspielerin und Sängerin
- Brian Austin Green (* 1973), Schauspieler
- Alyson Hannigan (* 1974), Schauspielerin
- DJ Khalil, Musikproduzent[11]